# سوفتوين
سوفتوين (بالإنجليزية: Softwin)‏، هي شركة برمجيات تأسست في عام 1990 مقرها في بوخارست، رومانيا ولها مكاتب في تيتنانغ (ألمانيا)، برشلونة (إسبانيا)، وفورت لودرديل (الولايات المتحدة الأمريكية)، لندن (بريطانيا) وكوبنهاغن (الدنمارك). سوفتوين هي شركة خاصة منتجة ومطورة لبرنامج مكافحة الفيروسات بت ديفيندر وتضم الشركة حاليا 800 موظف.
سوفتوين تتنافس في صناعة برامج مكافحة الفيروسات ضد أفيرا، كاسبيرسكي، مكافي، باندا، سوفوس وسيمانتك وغيرها.